# Pariz Masters
Pariz Masters (trenutni sponzor BNP Paribas) je jednogodišnji teniski turnir za muškarce koji se održava u Parizu, u Francuskoj. Igra se u zatvorenom prostoru, u areni Bercy. 
Događaj je dio turneje ATP World Tour Masters 1000. Prije 1990. turnir je bio dio Grand Prix Toura i pripadao je seriji Grand Prix Championship. Događaj je obično posljednji turnir na turneji prije završetka sezone i održavanja završnog turnira ATP World Tour Finale. 
Zbog sponzorstva, turnir je službeno poznat kao BNP Paribas Masters. Prije nego što je 2000. serija Tenis Masters  zamijenila seriju Super 9, događaj je bio poznat kao Paris Open. Također se često naziva Paris Indoor.

## Rekordi
- najviše pojedinačnih naslova:
  - Boris Becker (Njemačka) (3): 1986., 1989., 1992.
  - Marat Safin (Rusija) (3): 2000., 2002., 2004.

- najviše pojedinačnih finala:
  - Boris Becker (5): 1986., 1989., 1990., 1992., 1995.

- pojedinačno 2 naslova:
  - Tom Okker (Nizozemska): 1969., 1975.
  - Brian Gottfried (SAD): 1974., 1980.
  - Pete Sampras (SAD): 1995., 1997.
  - Andre Agassi (SAD): 1994., 1999.

- najviše naslova u parovima:
  - Jacco Eltingh i Paul Haarhuis (3): 1994., 1996., 1997.
  - John Fitzgerald (3): 1988., 1989., 1991.

- najviše finala u parovima
  - Paul Haarhuis (6): 1994., 1996., 1997., 1998., 1999., 2000.

Napomena: Haarhuis je ostvario ova finala s 3 različita partnera.

## Statistika turnira
| Godina      | Pobjednik               | Parovi                              |
| ----------- | ----------------------- | ----------------------------------- |
| 1968.       | Milan Holeček           |                                     |
| 1969.       | Tom Okker               |                                     |
| 1970.       | Arthur Ashe             |                                     |
| 1971.       | Turnir se nije održavao | Turnir se nije održavao             |
| 1972.       | Stan Smith              | Pierre Barthès François Jauffret    |
| 1973.       | Ilie Năstase            | Juan Gisbert Ilie Năstase           |
| 1974.       | Brian Gottfried         | Patrice Dominguez François Jauffret |
| 1975.       | Tom Okker               | Wojtek Fibak Karl Meiler            |
| 1976.       | Eddie Dibbs             | Tom Okker Marty Riessen             |
| 1977.       | Corrado Barazzutti      | Brian Gottfried Raúl Ramírez        |
| 1978.       | Robert Lutz             | Bruce Manson Andrew Pattison        |
| 1979.       | Harold Solomon          | Jean-Louis Haillet Gilles Moretton  |
| 1980.       | Brian Gottfried         | Paolo Bertolucci Adriano Panatta    |
| 1981.       | Mark Vines              | Ilie Năstase Yannick Noah           |
| 1982.       | Wojtek Fibak            | Brian Gottfried Bruce Manson        |
| 1983. – 85. | Turnir se nije održavao | Turnir se nije održavao             |
| 1986.       | Boris Becker            | Peter Fleming John McEnroe          |
| 1987.       | Tim Mayotte             | Jakob Hlasek Claudio Mezzadri       |
| 1988.       | Amos Mansdorf           | Paul Annacone John Fitzgerald       |
| 1989.       | Boris Becker            | John Fitzgerald Anders Järryd       |
| 1990.       | Stefan Edberg           | Scott Davis David Pate              |
| 1991.       | Guy Forget              | John Fitzgerald Anders Järryd       |
| 1992.       | Boris Becker            | John McEnroe Patrick McEnroe        |
| 1993.       | Goran Ivanišević        | Byron Black Jonathan Stark          |
| 1994.       | Andre Agassi            | Jacco Eltingh Paul Haarhuis         |
| 1995.       | Pete Sampras            | Grant Connell Patrick Galbraith     |
| 1996.       | Thomas Enqvist          | Jacco Eltingh Paul Haarhuis         |
| 1997.       | Pete Sampras            | Jacco Eltingh Paul Haarhuis         |
| 1998.       | Greg Rusedski           | Mahesh Bhupathi Leander Paes        |
| 1999.       | Andre Agassi            | Sébastien Lareau Alex O'Brien       |
| 2000.       | Marat Safin             | Nicklas Kulti Max Mirnyi            |
| 2001.       | Sébastien Grosjean      | Ellis Ferreira Rick Leach           |
| 2002.       | Marat Safin             | Nicolas Escudé Fabrice Santoro      |
| 2003.       | Tim Henman              | Wayne Arthurs Paul Hanley           |
| 2004.       | Marat Safin             | Jonas Björkman Todd Woodbridge      |
| 2005.       | Tomáš Berdych           | Bob Bryan Mike Bryan                |
| 2006.       | Nikolaj Davydenko       | Arnaud Clément Michaël Llodra       |
| 2007.       | David Nalbandian        | Bob Bryan Mike Bryan                |
| 2008.       | Jo-Wilfried Tsonga      | Jonas Björkman Kevin Ullyett        |
| 2009.       | Novak Đoković           | Daniel Nestor Nenad Zimonjić        |
| 2010.       | Robin Söderling         | Mahesh Bhupathi Max Mirnyi          |
| 2011.       | Roger Federer           | Rohan Bopanna Aisam-ul-Haq Qureshi  |

## Vanjske poveznice
- Službena stranica
- Profil na ATP-u  Arhivirana inačica izvorne stranice od 20. prosinca 2008. (Wayback Machine)